# Xã Bowstring, Quận Itasca, Minnesota
Xã Bowstring (tiếng Anh: Bowstring Township) là một xã thuộc quận Itasca, tiểu bang Minnesota, Hoa Kỳ. Năm 2010, dân số của xã này là 230 người.